# Атеса
Атеса (итал. Atessa) је насеље у Италији у округу Кјети, региону Абруцо.
Према процени из 2011. у насељу је живело 4410 становника. Насеље се налази на надморској висини од 418 м.

## Становништво
Према резултатима пописа становништва 2011. у општини је живело 10.761 становника.
| 1931.  | 1936.  | 1951.  | 1961. | 1971. | 1981.  | 1991.  | 2001.  | 2011.  |
| ------ | ------ | ------ | ----- | ----- | ------ | ------ | ------ | ------ |
| 10.025 | 10.596 | 10.903 | 9.807 | 9.276 | 10.130 | 10.215 | 10.388 | 10.761 |